# 双阳街道 (泉州市)
双阳街道，是中华人民共和国福建省泉州市洛江区下辖的一个街道办事处。

## 行政区划
双阳街道下辖以下地区：
阳山社区、坪山社区、南山社区、阳江社区、朝阳社区、新阳社区、新峰社区、新岭社区、新南社区、前埭社区和前洋社区。